# Vreneli van Helbergen
 (février 2019).
Si vous disposez d'ouvrages ou d'articles de référence ou si vous connaissez des sites web de qualité traitant du thème abordé ici, merci de compléter l'article en donnant les références utiles à sa vérifiabilité et en les liant à la section « Notes et références ».
Vreneli van Helbergen, née le 7 mai 1987 à Naarden,, est une actrice et costumière néerlandaise.

## Filmographie

### Actrice

#### Cinéma et téléfilms
- 2006-2009 : Het Huis Anubis (nl) : Patricia Soeters
- 2007 : Lotte (nl) : Dieudonnee
- 2008 : Anubis en het pad der 7 zonden (nl) : Patricia Soeters
- 2009 : Anubis en de wraak van Arghus (nl) : Patricia Soeters
- 2010 : Flikken Maastricht : Demi
- 2013 : Overspel (nl) : L'employé de police

### Costumière
- 2012 : Moordvrouw
- 2013 : App (en)
- 2013 : Soof (nl)
- 2014 : Helium
- 2014 : Aanmodderfakker
- 2015 : Sunny Side Up (nl)
- 2015 : Gluckauf
- 2015 : De Boskampi's (nl)
- 2016 : Project Orpheus
- 2016 : Moos (nl)
- 2016 : Centraal Medisch Centrum (nl)
- 2018 : Ik Weet Wie Je Bent (nl)
- 2019 : Dirty God